# CDex
CDex — це програма, що записує аудіо-треки компакт-дисків у вигляді звичайних WAV-файлів або стиснутих звукових файлів. До складу програми входить MP3-декодер (на базі MPEG 1/2/3) та енкодер LAME. Є вбудована підтримка файлів OGG Vorbis. Остання версія відрізняється покращеною підтримкою USB-приводів завдяки використанню бібліотеки Native NT SCSI Library.